# Reinier van Lanschot
Reinier van Lanschot (Haarlem, 7 settembre 1989) è un politico olandese, fondatore di Volt Paesi Bassi nel 2018, co-presidente di Volt Europa dal 2019 al 2023 ed europarlamentare dal 2024.

## Biografia
Van Lanschot ha studiato giurisprudenza prima all'Università di Utrecht (dal 2008 al 2013) e poi all'Università di Amsterdam (dal 2013 al 2014). Dopo la laurea, ha iniziato a lavorare per una startup che offre servizi legali innovativi. Ha poi lavorato per Ahold Delhaize come manager, ha gestito un supermercato a Lelystad ed è stato responsabile della vendita di prodotti per la colazione nel reparto di vendita al dettaglio di Albert Heijn.

### Attività politica

#### Volt Paesi Bassi
Spinto dal crescente nazionalismo, dalla protezione del clima e dalla mancanza di politiche migratorie umane, nel febbraio 2018 decise di lasciare la carriera lavorativa per impegnarsi politicamente.
Insieme ad altri, il 23 giugno 2018 van Lanschot ha fondato a Utrecht il partito Volt Paesi Bassi, la sezione olandese di Volt Europa, ed è stato eletto primo presidente del partito.
Alle elezioni del Parlamento europeo del 23 maggio 2019 è stato il capolista della sezione olandese di Volt. In tale occasione si è dimesso dalla carica di presidente per bilanciare i ruoli di leadership all'interno del partito. Tuttavia, non è riuscito a entrare in parlamento avendo ottenuto l'1,9% dei voti elettorali. Durante la campagna elettorale ha criticato la mancanza di leader a Bruxelles e una costante attenzione agli interessi nazionali anziché a quelli europei comuni.
È stato nuovamente candidato come capolista di Volt Paesi Bassi alle successive elezioni del Parlamento europeo. Il partito si è assicurato due seggi e Van Lanschot ha prestato giuramento il 16 luglio.

#### Volt Europa
Il 13 ottobre 2019 è stato eletto co-presidente di Volt Europa insieme a Valerie Sternberg-Irvani. Il 18 ottobre 2021 è stato eletto per un secondo mandato insieme a Francesca Romana D'Antuono. Ha ricoperto tale carica fino al 2023.

## Posizioni politiche
Riguardo all'Unione europea, Van Lanschot ha dichiarato di essere d'accordo con alcune critiche degli euroscettici, ma che invece di distruggerla vuole migliorarla rendendola più trasparente, democratica e sociale. Van Lanschot afferma che la Brexit e il recente aumento di popolarità di Thierry Baudet hanno rafforzato il partito. Crede anche nella causa dell'ambientalismo.
Nell'ottobre 2021 Van Lanschot, insieme a D'Antuono, ha sostenuto l'istituzione di un corpo armato dell'UE permanente che possa essere schierato rapidamente e autonomamente al verificarsi di crisi e ha criticato il lento processo decisionale e i complicati processi esistenti.

## Premi
Il 19 dicembre 2018 Van Lanschot e Laurens Dassen sono stati nominati "EuroOlandesi dell'anno" (in olandese EuroNederlander van het jaar) dalla sezione olandese del Movimento europeo internazionale.
Il 23 gennaio 2019 Van Lanschot è stato selezionato come uno dei talenti "30 under 30" del settimanale Elsevier.